# Lijst van personages uit Looney Tunes
Dit is een lijst van personages die worden gerekend tot de Looney Tunes.

## Babbit en Catstello
Babbit and Catstello zijn twee katten, die samen een parodie vormen op het duo Abbott en Costello. Babbit is een slanke lange kat, en Catstello juist klein en dik.
Ze waren voor het eerst te zien in het filmpje “A Tail of Two Kitties”, waarin ze het op Tweety hadden voorzien. Verder hadden de twee rollen in de filmpjes “A Tale of Two Mice” en “The Mouse-Merized Cat”. Na deze drie filmpjes hebben de twee enkel nog cameo’s gehad, zoals in The Sylvester and Tweety Mysteries.

## Barnyard Dawg
Barnyard Dawg (ook bekend als George P. Dog) is een witte jachthond met bruine oren en staart. Hij is vooral bekend als tegenstander van Foghorn Leghorn. Het personage is bedacht door Robert McKimson.
De Barnyard Dawg maakt zijn debuut in het filmpje “Walky Talky Hawky” (1946). Nadien werd hij de jachthond van Porky Pig, en lange tijd diens vaste partner. Ook werd hij het huisdier van Elmer Fudd. In de filmpjes waarin hij meespeelt dient hij vaak als het serieuze personage.

## Beaky Buzzard
Beaky Buzzard is officieel een antropomorfe buizerd, maar zijn uiterlijk heeft meer weg van dat van een condor of gier. Het personage maakt zijn debuut in “Bugs Bunny Gets the Boid” uit 1942. Het personage werd een paar jaar later opnieuw gebruikt in “The Bashful Buzzard,” ditmaal onder Bugs Bunny als tegenstander. Nadien werd het personage korte tijd gebruikt voor merchandising en strips. Toen zijn bedenker, Bob Clampett, in 1946 Warner Bros. verliet, verdween het personage naar de achtergrond. Beaky keerde in 1950 weer terug in “The Lions Busy”. Meer recentelijk was hij te zien in Tiny Toon Adventures en de film Space Jam.

## Beans
Beans the Cat is een antropomorfe kat, die tussen 1935 en 1936 te zien was in 11 filmpjes. Daarnaast had hij een cameo in de film Space Jam. Het personage werd bedacht door Leon Schlesinger. Hij trad geregeld op in filmpjes samen met Porky Pig.

## Blacque Jacque Shellacque
Blacque Jacque Shellacque is een personage bedacht door Robert McKimson, en geïntroduceerd in het filmpje Bonanza Bunny uit 1959. Hij lijkt in veel opzichten op Yosemite Sam; beide zijn klein van stuk en hebben een erg kort lontje. Hij heeft echter ook unieke eigenschappen zoals zijn zware Franse accent. Zoals veel schurken uit de Looney Tunes-filmpjes is hij niet bijster slim, en geeft de voorkeur aan het gebruik van brute kracht in plaats van strategie.
Blacque Jacque Shellacque is een van de minder bekende personages van de Looney Tunes, maar heeft desondanks een schare fans. Vooral in Canada is het personage populair.

## Bosko
Bosko is een personage bedacht door het animatieduo Hugh Harman en Rudolf Ising. Hij maakte zijn debuut reeds in 1929 in het filmpje “Bosko, the Talk-Ink Kid“. Harman en Ising bedachten het personage toen ze nog bij Disney werkten. De twee maakten zelfstandig het debuutfilmpje van Bosko, en slaagden er door het succes van dit filmpje in het personage te verkopen aan Warner Bros.
Bosko’s persoonlijkheid is gebaseerd op typische vaudeville-artiesten. Hij is een natuurtalent op het gebied van zingen en dansen.
Het personage speelde in totaal in meer dan drie dozijn filmpjes mee. Na 1933 vertrokken Harmen en Ising bij Warner Bros. met het figuurtje. Na nog een aantal filmpjes met Bosko te hebben gemaakt voor MGM werd het personage grotendeels vergeten. Pas in de jaren 1950 kregen zijn filmpjes bekendheid bij een nieuw publiek toen ze geregeld op tv werden vertoond.

## Buddy
Buddy is een personage dat ontstond uit de breuk tussen tekenaars Hugh Harman en Rudy Ising en producer Leon Schlesinger. Na hun vertrek namen Harman en Ising hun bekendste personage, Bosko, mee, en was Schlesinger gedwongen zelf met een vervangend personage te komen. Hij huurde Disneytekenaar Tom Palmer om het personage Buddy te ontwerpen. Het personage maakte zijn debuut in het filmpje “Buddy’s Day Out” in 1933.
De Buddy-filmpjes werden na hun originele vertoning zo goed als vergeten, tot ze in de jaren 50 ook op tv werden vertoond. Het personage is echter na de jaren 40 niet meer gebruikt door Warner Bros, met uitzondering van een gastrol in de serie Animaniacs.

## Bunny en Claude
Bunny and Claude zijn twee rovers gebaseerd op Bonnie en Clyde. Beide zijn antropomorfe konijnen. Ze hebben het steevast voorzien op wortels. De twee maakten hun debuut in het filmpje “Bunny and Claude: We Rob Carrot Patches” uit 1968. Daarna waren ze nog te zien in “The Great Carrot Train Robbery”.

## Cecil Turtle
Cecil Turtle is een antropomorfe schildpad bedacht door Tex Avery, Bob Clampett en Friz Freleng. Hij maakte zijn debuut in het filmpje “Tortoise Beats Hare” uit 1941. Hij speelde mee in drie filmpjes met Bugs Bunny, en was daarin het enige personage dat er ooit in slaagde om Bugs te slim af te zijn. Zijn rivaliteit met Bugs is gebaseerd op het verhaal De haas en de schildpad.
Na de drie filmpjes met Bugs heeft het personage enkel nog cameorollen gehad in onder andere de film Space Jam en de serie The Sylvester and Tweety Mysteries.

## Charlie Dog
Charlie Dog is een bruine hond, die zijn debuut maakte in het filmpje “Porky's Pooch” uit 1941. Hij werd bedacht door Bob Clampett en Chuck Jones. In zijn debuutfilm probeert hij op elke mogelijke manier Porky Pig zo ver te krijgen dat deze hem in huis neemt. Dit thema van Charlie die een baas probeert te vinden, werd ook gebruikt in latere filmpjes met het personage. In de jaren 1950 verdween het personage naar de achtergrond.

## Claude Cat
Claude Cat (een woordspeling op "clawed cat") is een antropomorfe kat, bedacht door Chuck Jones. Aanvankelijk leek hij sterk op Sylvester, maar in 1948 kreeg hij zijn huidige uiterlijk. Hij is erg neurotisch, en praat vrijwel nooit. In de loop der jaren heeft hij in de filmpjes steeds meer de rol van antagonist gekregen. Na de jaren 50 werd het personage echter zo goed als vergeten.

## Clyde Rabbit
Clyde Rabbit is een neefje van Bugs Bunny. Hij maakte zijn debuut in het filmpje His Hare Raising Tale uit 1951. In alle filmpjes waarin hij meespeelt, probeert Bugs indruk op hem te maken met sterke verhalen.

## Cool Cat
Cool Cat is een antropomorfe tijger, die zijn debuut maakte in het gelijknamige filmpje uit 1967. Hij werd bedacht door Alex Lovy. Hij lijkt sterk op de Roze Panter, welke vier jaar eerder zijn debuut maakte.
In tegenstelling tot veel andere Looney Tunes-personages was Cool Cat duidelijk een creatie van zijn tijd. Hij sprak met een typisch jaren 60 beatnik taalgebruik en gedroeg zich ook als een tiener uit de jaren 1960. In de meeste van zijn filmpjes wordt hij opgejaagd door Colonel Rimfire.
Na de jaren 1960 werd het personage vergeten. Hij kwam enkel nog voor in The Sylvester and Tweety Mysteries.

## Count Blood Count
Count Blood Count is een vampier, die zijn debuut maakt in het filmpje Transylvania 6-5000 uit 1963. In dit filmpje krijgt hij het aan de stok met Bugs Bunny. Daarna duurde het een aantal jaar voor hij weer in een filmpje te zien was. Ook duikt de graaf op in andere media. Zo is hij een eindbaas in het spel Bugs Bunny & Taz: Time Busters, in een aflevering van Tiny Toon Adventures, The Sylvester and Tweety Mysteries, en Duck Dodgers.

## Egghead Jr
Egghead Jr. is een uitermate slim kuiken, die vaak meespeelt in de filmpjes van Foghorn Leghorn. Hij werd bedacht door Robert McKimson, en maakte zijn debuut in het filmpje “Little Boy Boo” uit 1954.
Egghead is de zoon van Miss Prissy. Hij praat nooit en leest vrijwel altijd een boek. Foghorn probeert geregeld een man van hem te maken door hem aan het sporten te krijgen, maar wordt zelf het slachtoffer van zijn pogingen.
Egghead is ook te zien in een aflevering van Tiny Toon Adventures.

## Foxy
Foxy is een antropomorfe vos, die qua uiterlijk sterke gelijkenissen vertoond met de originele versie van Mickey Mouse. Hij werd bedacht door Rudolf Ising, die hem baseerde op het werk van of Paul Terry en Otto Messmer
Foxy was de ster van enkele van de eerste filmpjes die Ising regisseerde in 1931. Foxy speelde in totaal in drie filmpjes mee. Daarna verdween hij van het toneel tot hij een gastoptreden kreeg in een aflevering van de serie Tiny Toon Adventures.

## Gabby Goat
Gabby Goat is een geit, die in 1937 werd bedacht door Bob Clampett om als partner te dienen voor Porky Pig. Het personage maakte zijn debuut in het filmpje Porky and Gabby. Gabby lijkt in feite op Porky, maar dan met horens en een baard. Hij heeft een zeer agressief karakter, in sterk contrast tot de rustige Porky. Het gedrag van Gabby sloeg echter niet aan bij het grote publiek, dat hem te offensief vond om grappig te zijn. Gabby verscheen nadien nog in twee filmpjes met Porky. Van een van deze filmpjes werd later een remake gemaakt, maar nu met Daffy Duck in de rol van Gabby.

## Goofy Gophers
De Goofy Gophers zijn twee grondeekhoorns met de namen Mac en Tosh. Ze werden in 1947 bedacht door Robert Clampett. In 1942 had Norm McCabe ook al twee grondeekhoorns gebruikt in een filmpje, maar die leken in vrijwel niets op Clampetts creatie. Volgens sommige bronnen zouden Goofy Gophers bedoeld zijn als reactie op Disneys Knabbel en Babbel.
Tot 1967 speelden de twee in 9 filmpjes. Daarna verdwenen de twee lange tijd van het toneel, tot ze rollen kregen in The Sylvester and Tweety Mysteries en Duck Dodgers.

## Goopy Geer
Goopy Geer is een humanoïde hond, wiens uiterlijk sterk lijkt op een oude versie van het Disney-personage Goofy. Hij werd bedacht door Rudolf Ising, en maakte zijn debuut in het gelijknamige filmpje uit 1932.
Geer was Isings laatste poging tot het maken van een personage dat in meerdere filmpjes kon meespelen. Veel van zijn vorige creaties werden maar in een enkel filmpje gebruikt. Net als veel tekenfilmpersonages uit deze periode had Geer niet echt een ontwikkelde persoonlijkheid. Ising maakte drie filmpjes met het personage. Nadat Ising Warner Bros. verliet, verdween het personage naar de achtergrond. Geer heeft nog wel een gastrol in een aflevering van de serie Tiny Toon Adventures.

## Gossamer
Gossamer is een groot, harig, oranje gekleurd monster. Hij draagt tennisschoenen, en heeft een hartvormig hoofd. Hij werd bedacht door Chuck Jones, en maakte zijn debuut in het filmpje “Hair-Raising Hare” uit 1946. In dit filmpje is Gossamer de handlanger van een gestoorde wetenschapper die het op Bugs Bunny heeft voorzien.
Na dit debuutfilmpje werd Gossamer niet meer gezien tot hij in 1980 meedeed in Duck Dodgers and the Return of the 24½th Century. Hierin wordt hij voor het eerst bij naam genoemd. Nadien heeft Gossamer nog cameorollen gehad in andere werken zoals Tiny Toon Adventures, Space Jam, Baby Looney Tunes en de videospellen Taz: Escape from Mars, Sheep, Dog, 'n' Wolf en Taz: Wanted.

## Hatta Mari
Hatta Mari (duidelijk een parodie op Mata Hari) is een antropomorfe duif, en een stereotiepe femme fatale. Ze maakte haar debuut in het filmpje "Plane Daffy" uit 1944, waarin ze een spionne was voor de asmogendheden. Ze had de opdracht een geheim bericht te onderscheppen dat door Daffy Duck werd vervoerd.
Net als veel personages die specifiek voor de Tweede Wereldoorlog waren bedacht, verdween Hatta Mari na de oorlog lange tijd van het toneel. Ze dook pas weer op in een aflevering van de serie “Tiny Toon Adventures”.

## Hector de Bulldog
Hector the Bulldog is, zoals zijn naam al aangeeft, een bulldog. Hij heeft een grijze vacht, en draagt een zwarte halsband.
Het personage was voor het eerst te zien in het filmpje “A Hare Grows in Manhattan” uit 1947. Dit is tevens het enige filmpje waarin hij praat. Nadien heeft hij meegespeeld als bijpersonage in een aantal filmpjes van Tweety en Sylvester. In veel van deze filmpjes heeft hij de opdracht Tweety te beschermen, of raakt om een andere reden in conflict met Sylvester.
Hectors meest prominente rol was als personage in de serie The Sylvester and Tweety Mysteries.

## Heks Hazel
Heks Hazel (Witch Hazel) is een heks met een groene huidskleur, zwart haar, en gekleed in een blauwe jurk. Ze werd bedacht door Chuck Jones, die het personage baseerde op een gelijknamig personage uit het Disneyfilmpje “Trick or Treat” uit 1952. Zijn creatie is echter in tegenstelling tot de Disney-Hazel een slechte heks. Desondanks heeft ze wel gevoel voor humor.
Hazel maakte haar debuut in het filmpje “Bewitched Bunny” uit 1954, waarin ze de tegenstander was van Bugs Bunny. Jones maakte later nog twee filmpjes met dit duo. Daarna was het personage te zien in het filmpje “A Haunting We Will Go” met Daffy Duck en Speedy Gonzales.
Hazel had ook cameorollen in Space Jam, Bugs Bunny: Lost in Time, Animaniacs, The Sylvester and Tweety Mysteries, Pinky & The Brain, Tiny Toon Adventures, en Duck Dodgers.

## Henery Hawk
Henery Hawk is een jonge havik met bruine veren. Hij werd bedacht door Chuck Jones, en maakte zijn debuut in het filmpje “The Squawkin' Hawk”. Hij speelde in totaal in 12 filmpjes mee.
Henery is een tegenstander van Foghorn Leghorn, op wie hij jacht maakt om indruk te maken op zijn vader. Hij heeft namelijk van zijn vader gehoord dat haviken op kippen jagen, en wil er daarom kostte wat het kost ook een vangen. Hoewel hij veel kleiner is dan Foghorn kiest Henery hem keer op keer als slachtoffer. Foghorn probeert op zijn beurt Henery op het verkeerde been te zetten door hem te laten denken dat andere dieren kippen zijn (door zijn jonge leeftijd weet Henery nog niet precies wat een kip nu eigenlijk is), zoals de Barnyard Dawg.

## Hippety Hopper
Hippety Hopper is een jonge kangoeroe met een grijze vacht. Hij werd bedacht door Robert McKimson, die het personage introduceerde in het filmpje "Hop, Look and Listen" (1948).
In vrijwel elk filmpje waarin hij voorkomt ontsnapt Hopper uit zijn verblijf (in de dierentuin of het circus), waarna hij meestal Sylvester tegen het lijf loopt die hem aanziet voor een enorme muis. Sylvester moet zijn pogingen om deze “muis” te vangen vaak bekopen met een pak slaag. McKimson hanteerde deze verhaalformule gedurende 16 jaar. In 1964 kwam er een einde aan de filmpjes toen de animatieafdeling van Warner Bros. sloot. Hopper heeft nadien wel cameo’s gehad in de films Space Jam en Looney Tunes Back in Action.

## Hubie en Bertie
Hubie en Bertie zijn twee muizen met respectievelijk een grijze en bruine vacht (hoewel de twee per filmpje vaak van kleur wisselen). Ze werden bedacht door Chuck Jones, die de twee introduceerde in het filmpje “The Aristo-cat” uit 1943. Vrijwel elk filmpje met de twee erin volgt een vast patroon: een mentaal zwak of uitermate naïef personage wordt het slachtoffer van de twee, die er lol in hebben dit personage psychologisch tot wanhoop te drijven.
Al in het eerste filmpje bedacht Jones duidelijke persoonlijkheden voor de twee. Hubie is de denker die altijd plannen smeed en mensen makkelijk om de tuin leidt, terwijl Bertie meer degene is die actie onderneemt.
In 1949 werden de twee tegenstanders van het personage “Claude Cat”. Met hem waren ze in drie filmpjes te zien. Na in totaal zes filmpjes met de twee had Jones genoeg van de personages, en richtte zich op zijn andere creaties. In latere jaren waren de twee nog wel te zien in onder andere Space Jam (waarin ze verslag doen van de basketbalwedstrijd), The Sylvester and Tweety Mysteries, Tweety's High-Flying Adventure en Duck Dodgers.

## Inki
Inki is een Afrikaans jongetje, meestal gekleed in een lendendoek en met een bot in zijn haar gevlochten. Hij werd bedacht door Chuck Jones, maar getekend door Disney-tekenaar Charlie Thorson.
Het personage maakte zijn debuut in in 1939 in het filmpje "The Little Lion Hunter", welke qua plot sterke overeenkomsten vertoonde met het Disneyfilmpje "Little Hiawatha" uit 1937. Inki werd voor het eerst bij naam genoemd in het erop volgende filmpje, "Inki and the Lion" uit 1941. Dit filmpje werd een onverwacht succes, en leidde ertoe dat Jones Inki in nog drie filmpjes liet meespelen.
De Inki-filmpjes worden vandaag de dag nauwelijks nog uitgezonden, vooral omdat het personage tegenwoordig wordt gezien als een racistisch stereotype.

## K-9
K-9 is een groene Martiaanse hond, en het huisdier van Marvin the Martian. Zijn naam is een woordspeling op “canine”, een Engels woord voor hondachtigen. Hij maakte zijn debuut in het filmpje Haredevil Hare. In dit filmpje is K-9 feitelijk niets meer dan Marvins domme hulpje, maar in de andere filmpjes waarin hij meespeelt is hij duidelijk superieur ten opzichte van Marvin.
In latere jaren was K-9 enkel nog te zien in cameorollen zoals in Looney Tunes: Back in Action, Duck Dodgers, en enkele videospellen.

## Lola Bunny
Lola Bunny is een roze antropomorf konijn. Ze is een van de meest recente Looney Tunes-personages; haar debuut was in de film Space Jam. In deze film is ze de vriendin van Bugs Bunny, en een van de weinige Looney Tunes die goed kan basketballen.
Na de film verscheen Lola geregeld in Looney Tunes-strips gepubliceerd door DC Comics. Tevens is ze te zien in de animatiefilm "Tweety's High-Flying Adventure" en de serie Baby Looney Tunes.

## Marc Antony en Pussyfoot
Marc Antony en Pussyfoot zijn een duo bedacht door Chuck Jones. Marc is een grote bruine buldog met meestal zwarte oren en een lichtbruine buik. Pussyfoot is een klein zwart katje met blauwe ogen. Marc is erg gehecht aan Pussyfoot, en wijkt vrijwel nooit van haar zijde.
Het duo maakte hun debuut in het filmpje Feed the Kitty uit 1952. Hierin is te zien hoe Marc Pussyfoot vindt, en deze verborgen moet zien te houden voor zijn eigenaar. Ditzelfde scenario werd in 1953 herhaald in het filmpje Kiss Me Cat.
Het duo werd niet zo populair als andere creaties van Jones, en raakte al snel in de vergetelheid. Ze werden nog wel gezien in cameorollen in onder andere Looney Tunes: Back in Action. Pussyfoot is daarnaast gebruikt voor merchandising.

## Melissa Duck
Melissa Duck is een gele antropomorfe eend, die in enkele filmpjes meespeelt als de vriendin van Daffy Duck. Ze werd bedacht door Warren Foster en Michael Maltese, en maakte haar debuut in het filmpje “Nasty Quacks” uit 1945. Ze werd voor het eerst bij naam genoemd in het filmpje “The Scarlet Pumpernickel” uit 1950.
Buiten de korte filmpjes is Melissa vooral bekend van de serie “Baby Looney Tunes”, waarin ze reeds een oogje heeft op Daffy Duck. Ze diende tevens als basis voor het personage “Shirley” in de serie Tiny Toon Adventures.

## Merlin the Magic Mouse
Merlin the Magic Mouse is een grijze muis, die meespeelt in vijf filmpjes. Hij werd bedacht door Alex Lovy.
Merlin is een goochelaar in een nachtclub. Ondanks dat hij wordt gezien als een amateurgoochelaar, kent hij enkele zeer sterke magische trucs. Merlin wordt altijd vergezeld door een andere muis, die meestal “Second Banana” wordt genoemd (een populaire Engelse term voor de assistent van een artiest).

## Michigan J. Frog
Michigan J. Frog is een kikker met een zwarte hoge hoed en een cane. Hij werd bedacht door Michael Maltese, en maakte zijn debuut in het filmpje “One Froggy Evening” in 1955.
Michigan is in tegenstelling tot normale kikkers een geboren artiest. Hij kan onder andere zingen en dansen. In elk filmpje waarin hij voorkomt ontdekt een voorbijganger Michigans talent, en probeert dit uit te buiten om rijk te worden. Michigan treedt echter altijd enkel en alleen voor de voorbijganger op; voor een ander publiek gedraagt hij zich als een gewone kikker. Derhalve wordt de man nooit geloofd en voor gek verklaard als hij beweert dat de kikker een artiest is.
Michigan heeft tevens gastrollen in Tiny Toon Adventures, Animaniacs, The Sylvester and Tweety Mysteries, en Duck Dodgers. Van 1995 tot 2005 was het personage de officiële mascotte van The WB Television Network. Tijdens deze periode werd hij onder andere gebruikt om voorafgaand aan een televisieprogramma aan te kondigen of dat programma wel geschikt was voor jonge kijkers.

## Nasty Canasta
Nasty Canasta is een grote, woest uitziende gangster, bedacht door Chuck Jones. Hij speelde mee in drie filmpjes, beginnend met “Drip-Along Daffy” uit 1951. De andere filmpjes zijn “My Little Duckaroo” (1954) en “Barbary Coast Bunny” (1956). In de eerste twee filmpjes is hij een tegenstander van Daffy Duck, en in de derde van Bugs Bunny.
Nasty Canasta is verder te zien in The Sylvester and Tweety Mysteries, Duck Dodgers en Looney Tunes: Back in Action.

## Penelope Pussycat
Penelope Pussycat is een zwarte vrouwelijke kat. Ze is vooral bekend van het feit dat Pepé Le Pew geregeld verliefd op haar wordt, en haar het hof probeert te maken. In vrijwel elk filmpje waarin ze meedoet krijgt ze op een of andere manier een witte streep op haar rug, waarna Pepé haar voor een stinkdier aanziet.
Penelope praat maar zelden en heeft een verlegen persoonlijkheid. Haar relatie met Pepé is niet altijd eenzijdig; van tijd tot tijd gaat ze in op zijn liefdesverklaringen.
Penelope speelt in 12 filmpjes mee, en is verder te zien in Tiny Toon Adventures, "Carrotblanca", "Space Jam", "Tweety's High-Flying Adventure", "Looney Tunes: Back in Action", "Bah, Humduck! A Looney Tunes Christmas" en Loonatics Unleashed.

## Pete Puma
Pete Puma is een antropomorfe poema. Hij maakte zijn debuut in het filmpje “Rabbit's Kin” uit 1952. Hoewel hij naast dit filmpje in slechts één ander filmpje meespeelt, te weten “Pullet Surprise”, is hij toch bekend geworden bij fans. Dit is voor het grootste deel te danken aan zijn kenmerkende lach.
Pete is tevens te zien in Tiny Toon Adventures, The Sylvester and Tweety Mysteries, Space Jam en "Carrotblanca".

## Petunia Pig
Petunia Pig is een antropomorf varken, en de vriendin van Porky Pig. Ze werd bedacht door Frank Tashlin, en maakte haar debuut in het filmpje “Porky's Romance” uit 1937. Haar uiterlijk is in de loop der jaren sterk veranderd.
Petunia’s hoogtepunt in de Warner Bros. filmpjes was tijdens de jaren 30 en 40, als bijpersonage in de Porky Pig filmpjes. Toen Porky’s succes werd overschaduwd door nieuwe personages en hij zelf een bijpersonage werd, verdween Petunia geheel van het toneel. Ze is nog wel vaak te zien in Looney Tunes-strips, en had een rol in de serie “Baby Looney Tunes”.

## Piggy
Piggy is een antropomorf varken, bedacht door Rudolf Ising en later aangepast door Friz Freleng. Het personage maakte zijn debuut in het filmpje "You Don't Know What You're Doin'!" uit 1931.
In zijn debuutfilmpje was Piggy een zwart dik varken, met kleding gebaseerd op die van de klassieke Mickey Mouse. Ising bedacht het personage als vervanger van Foxy, een eerder door hem bedacht personage. Toen in 1936 animatiefilmpjes in kleur werden gemaakt, onderging Piggy een verandering qua uiterlijk. Hij kreeg een lichtere huidskleur. Ook kwam hij bekend te staan als een enorme veelvraat.
Piggy’s laatste filmpje was “Pigs Is Pigs” uit 1937.

## Private Snafu
Private Snafu is een soldaat uit het Amerikaanse leger, die meespeelde in enkele zwart-wit filmpjes gemaakt tijdens de Tweede Wereldoorlog. Het personage werd bedacht door Frank Capra, voorzitter van de U.S. Army Air Force First Motion Picture Unit.
Veel van de filmpjes met Private Snafu erin hebben een educatieve ondertoon. Hoewel filmpjes over de oorlog en het leger goedgekeurd moesten worden door het ministerie van oorlog, kreeg Warner Bros. veel vrijheid in het maken van de filmpjes over Snafu. Snafu zelf is in de meeste filmpjes een klungelige soldaat, die in de filmpjes vooral toont wat men juist niet moet doen in een oorlog. In filmpjes die speciaal werden gemaakt om aan soldaten te tonen, is Snafu echter een stuk competenter, en confronteert hij geregeld eigenhandig de vijand.
Tussen 1943 en 1945 speelde het personage mee in 28 filmpjes.

## Ralph Phillips
Ralph Phillips is een jongen met een zeer sterke fantasie. Hij werd bedacht door Chuck Jones, en maakte zijn debuut in het filmpje From A to Z-Z-Z-Z in 1953. Daarna was hij nog te zien in Boyhood Daze in 1957. Ralph houdt van dagdromen over alles wat hij ziet, en belandt zo steevast in opmerkelijke situaties.
Een meer volwassen versie van het personage was te zien in twee promotiefilmpjes voor het leger: 90 Day Wondering en Drafty, Isn't It? 

## Rocky en Mugsy
Rocky en Mugsy zijn twee criminelen. Ze werden bedacht door Friz Freleng. Hij bedacht het duo omdat hij Bugs Bunny graag een sterkere tegenstander wilde geven. Eerder probeerde hij dit al met Yosemite Sam. Het duo maakte hun debuut in het filmpje “Racketeer Rabbit” uit 1946. Het duo sloeg aan, en was nadien in meerdere filmpjes te zien met onder andere Daffy Duck, Porky Pig, Tweety en Sylvester.
Rocky is een klein mannetje met een hoed die bijna net zo lang is als zijn lichaam, en die altijd over zijn ogen is gezakt. Hij is de strateeg van het duo. Mugsy is een lange, sterke, maar vrij domme man, die vooral als de brute kracht van het duo dient. In het eerste filmpje droeg hij nog de naam Hugo.
Rocky en Mugsy zijn tevens te zien in Looney Tunes-merchandising.

## Slowpoke Rodriguez
Slowpoke Rodriguez is een Mexicaanse muis, die in vrijwel elk opzicht de tegenpool is van Speedy Gonzales en is Speedy's neef. Hij is de sloomste muis van heel Mexico. Slowpoke praat met een monotone stem, en lijkt nooit verbaasd te zijn over iets.
Omdat hij niet snel is, gebruikt Slowpoke andere manieren om zichzelf te beschermen. Zo heeft hij onder andere een pistool op zak.
Slowpoke doet in twee filmpjes mee. In de eerste, Mexicali Shmoes (1959), komt hij enkel op het eind even voor. In de tweede, Mexican Boarders (1962), heeft hij een grotere rol. Hierin nemen hij en Speedy het op tegen Sylvester, waarbij het uiteindelijk Slowpoke is die Sylvester verslaat.

## Sniffles
Sniffles is een bruine antropomorfe muis. Hij werd bedacht in 1939 door Chuck Jones, en is vormgegeven door Charles Thorson. Het personage maakte zijn debuut in het filmpje "Naughty But Mice".
Aanvankelijk moest het personage dienen als een sympathieke maar naïeve protagonist voor een reeks filmpjes. Later maakte Jones van Sniffles een snelle prater die vooral anderen irriteert met zijn eindeloze geklets.
Sniffles heeft cameo’s in Space Jam en The Sylvester and Tweety Mysteries.

## Spike en Chester
Spike the Bulldog en Chester the Terrier zijn twee honden. Spike is een grote grijze buldog met een rode trui aan en een bolhoed op. Chester is een gele terriër. Het duo was te zien in twee filmpjes, beide geregisseerd door Friz Freleng. De filmpjes zijn “Tree for Two” (1952) en “Dr. Jerkyl's Hyde” (1954). In beide maken de twee jacht op Sylvester.

## Sylvester, Jr.
Sylvester J. Pussycat, Jr., of simpelweg Sylvester Junior, is de zoon van Sylvester. Hij maakte zijn debuut in het filmpje “Pop 'im Pop” uit 1949.
Sylvester Jr. lijkt qua uiterlijk in alle opzichten op een jonge versie van Sylvester, maar zijn persoonlijkheid is totaal anders dan die van zijn vader. Sylvester Jr. heeft doorgaans respect voor zijn vader, maar deinst er niet voor terug zijn schaamte kenbaar te maken als Sylvester iets doms of vernederends doet.
Regelmatig probeert Sylvester zijn zoon het muizen jagen bij te brengen, waarna hij meestal de kangoeroe Hippety Hopped als slachtoffer uitkiest.

## The Three Bears
The Three Bears zijn drie bruine beren, te weten een vader, moeder en hun zoon. Ze werden bedacht door Chuck Jones. Ze maakten hun debuut in het filmpje Bugs Bunny and the Three Bears uit 1944. In dit filmpje zijn de drie een soort satire op het doorsnee Amerikaanse gezin.
Tussen 1944 en 1951 gebruikte Jones de drie beren in nog vier filmpjes. Hiervan werd “A Bear for Punishment”, het beste ontvangen door kijkers. De drie beren zijn tevens te zien in de film Looney Tunes: Back In Action.

## Wolf en Sheepdog
Wolf en Sheepdog, ook bekend als Ralph en Sam, zijn twee personages bedacht door Chuck Jones.
Wolf/Ralph is in feite Wile E. Coyote, maar dan met een andere kleur neus. Sheepdog/Sam is een herdershond met een witte vacht, wiens haar altijd over zijn ogen hangt. De twee maakten hun debuut in het filmpje “Don't Give Up the Sheep” uit 1953.
In elk filmpje met het duo probeert Ralph de schapen te stelen, en houd Sam hem tegen. Voor de twee is dit rollenpatroon hun vaste baan; aan het begin van de dag klokken ze allebei in op dezelfde tijdklok en begroeten ze elkaar nog. Aan het eind van de dag klokken ze ook tegelijk weer uit.
De twee hebben ook een cameo in de film Looney Tunes: Back in Action.